# UZ-Baureihe ТЕП150
Die Lokomotiven der UZ-Baureihe ТEП150 (deutsche Transkription TEP150) der Ukrsalisnyzja (UZ) sind Diesellokomotiven für den Güter- und Personenzugdienst für die Spurweite 1520 mm (Breitspur). Sie sind die Weiterentwicklung einer Modellreihe, die mit der in Europa sehr bekannten ТЭ109 begann und hauptsächlich als Weiterentwicklung der SŽD-Baureihe ТЭ125 bezeichnet werden kann, welche 1974 in einem Exemplar ausgeliefert worden war.

## Geschichte
Insgesamt wurden 2005 vier Diesellokomotiven produziert. Alle sind zum gegenwärtigen Zeitpunkt im Depot Krementschuk der Piwdenna Salisnyzja eingesetzt. Mit Stand 2012 war eine weitere Auslieferung von Lokomotiven nicht geplant. Grund waren zum einen die fehlenden Finanzierungsmöglichkeiten der Ukrsalisnyzja und die weiter geplante Elektrifizierung von Eisenbahnabschnitten.

## Technische Charakteristik
Abgesehen von der geänderten Kopfform entspricht die Lokomotive im Wesentlichen dem Aufbau der ТЭ109. So finden sich im Bereich der Drehgestelle und des Fahrzeugkastens viele Elemente, die an diese Baureihe erinnern. Auch im Inneren sind bis auf die Führerraumgestaltung und die Ausrüstung mit einer mikroprozessorgesteuerten Antriebsanlage viele Elemente übernommen wurden, die noch von der bewährten ТЭ109 stammen. Die Lokomotive besitzt eine Nennleistung zur Energieversorgung der Züge von 600 kW, was sie zur Führung von Personenzügen in verschiedenen klimatischen Bedingungen prädestiniert.

## Ausrüstung
Alle Kraft- und Hilfsausrüstungen der Diesellok sind wie bei der ТЭ109 im leicht tragenden Kasten untergebracht. Abnehmbare Sektionen des Daches erlauben eine freie Montage und Demontage der wichtigsten Baugruppen. Der Führerstand ist wärme- und schallisoliert. Die Lok besitzt eine Klimaanlage und mit anderen Baureihen vereinheitlichte Führerpulte mit zusätzlichem Display. Die Frontscheiben der Maschine bestehen aus hochfestem Sicherheitsglas. Auf der Lokomotive wird zur Verwaltung, Kontrolle und technischen Diagnostik ein Mikroprozessorsystem angewendet. Die elektrische Beheizung des Zuges ist ähnlich der der ТЭП70БС ausgeführt.

## Krafteinheit
Als Dieselmotor wurde der vervollkommnete Viertaktmotor vom Typ 5D 49 verwendet, dessen Leistung gegenüber der bisherigen Spitzenleistung von 4000 PS bei der DR-Reihe 142 durch eine geänderte Aufladung auf 3100 kW (4216 PS) gesteigert werden konnte. Ansonsten hat sich an dem Schema der Kraftübertragung nicht viel geändert; am Dieselmotor direkt angeschlossen ist der Traktionsgenerator für Wechselspannung, der über die Gleichrichtereinheit die Fahrmotoren mit Gleichstrom beliefert. Dieselmotor und Traktionsgenerator sind auf elastischen Trageinheiten auf dem Motortragrahmen gelagert.
Der Traktionsgenerator besteht aus dem Haupt- und dem Hilfsgenerator, die beide in einem Gehäuse vereinigt sind. Am Hilfsgenerator angeschlossen ist die Gleichrichtereinheit, die die Energieversorgung der Reisezugwagen mit 3 kV Gleichspannung und 600 kW Nennleistung sicherstellt. Außerdem liefert der Hilfsgenerator die Erregerspannung für den Hauptgenerator und die in Drehstrom unzuwandelnde Hilfsbetriebsspannung.
Das Abgasreinigungssystem des Dieselmotors ist zweistufig ausgeführt.
Das Kühlsystem des Dieselmotors ist ebenfalls in zwei Stufen ausgeführt. Die erste Stufe betrifft die Wasserkühlung des Dieselmotors, die zweite Stufe die Kühlung des Motoröls und der Zuluft des Turboladers in einem Wärmetauscher. Das Wasser von beiden Stufen wird in der Kühlkammer gekühlt, die durch Luft von drei Motorventilatoren vollzogen wird. Die Motorventilatoren werden je nach Wassertemperatur zu- oder abgeschaltet.
Der Fahrzeugteil der Lokomotive besitzt ebenfalls wenig Änderungen zur bewährten ТЭ109. Er besteht aus zwei drehzapfenlosen dreiachsigen Drehgestellen mit Einzelachsantrieb und Aufhängung der Fahrmotoren nach der stützenden Rahmenaufhängung. Die Kraft wird vom Fahrmotor einseitig mit federnden Übertragungsgliedern auf den Radsatz übertragen. Die Fahrmotoren sind im Drehgestell einseitig aufgehängt, wodurch sich eine Vergrößerung des Reibungskoeffizient ergibt. Die zweistufige Abfederung der Lokomotive ermöglicht einen leichten Gang der Lokomotive.

## Bilder

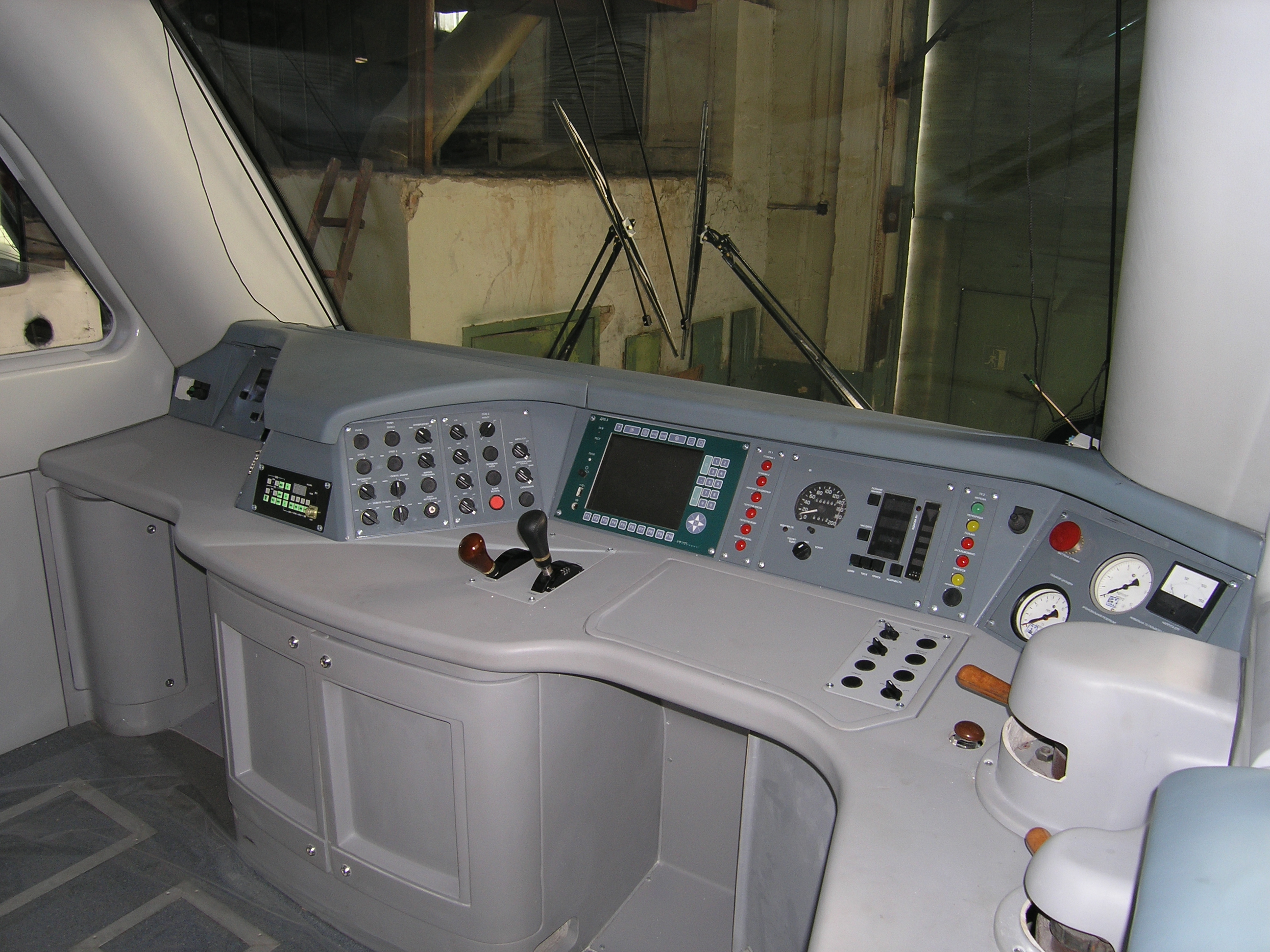
Führerstand einer TEP 150
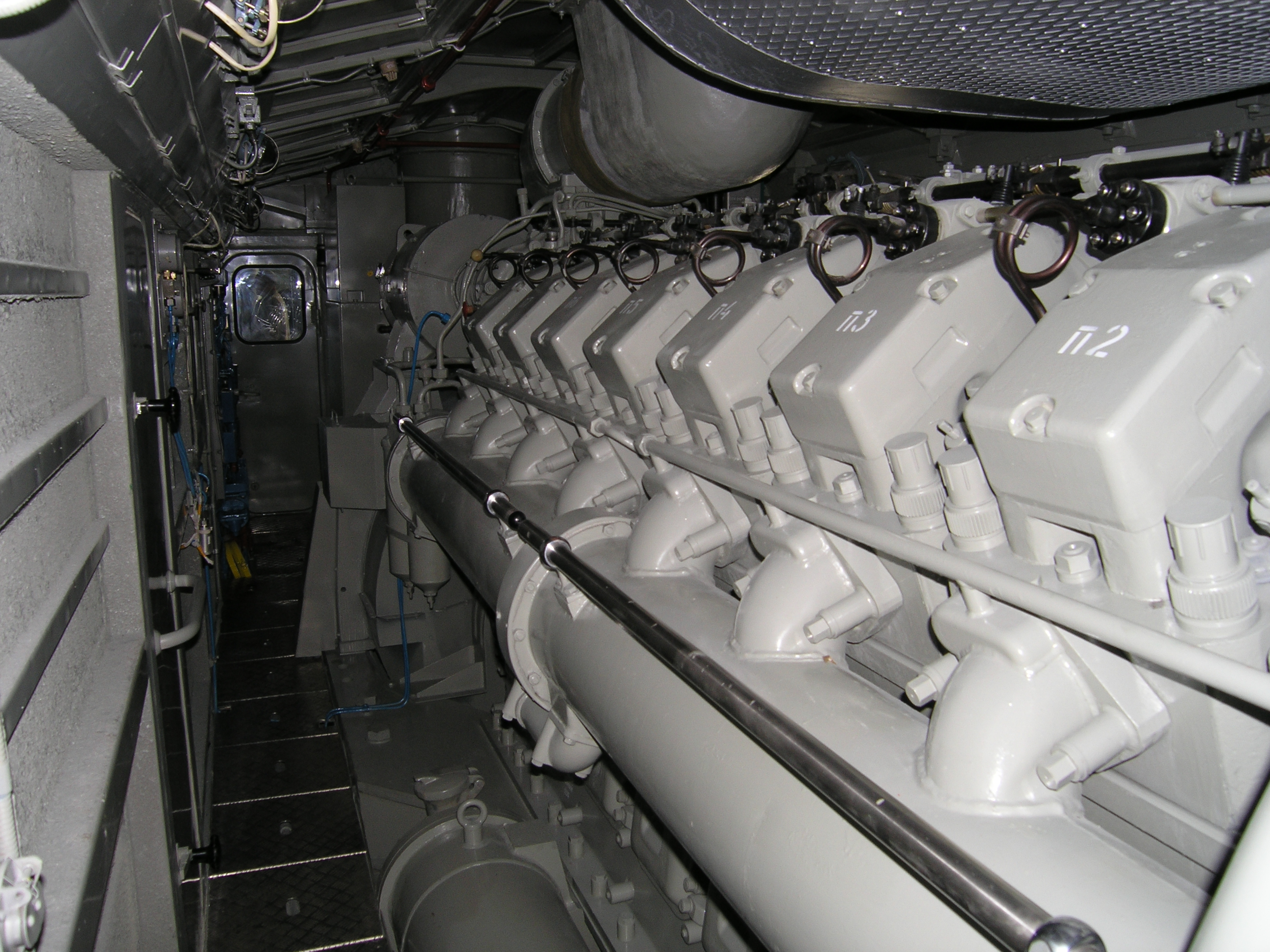
Maschinenraum mit Dieselmotor 5D49
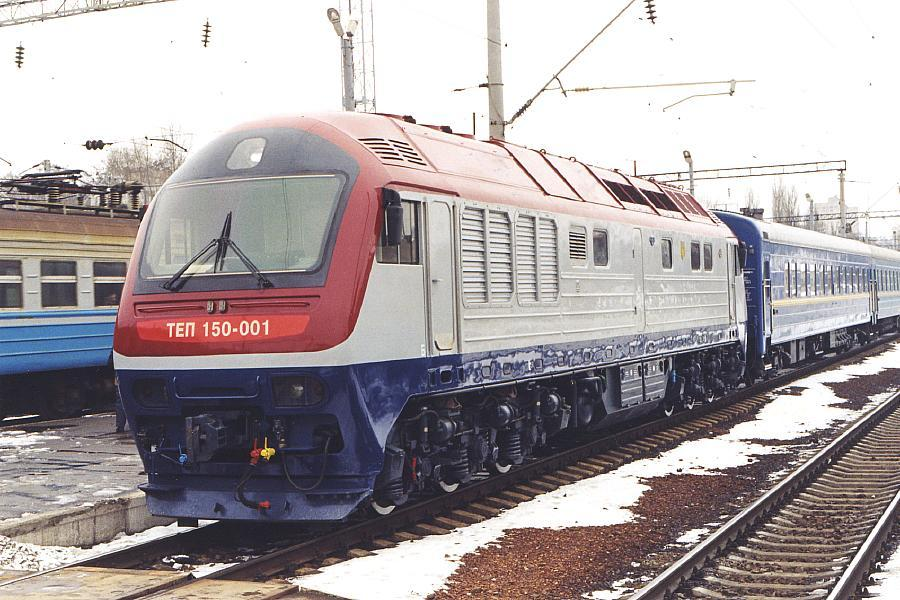
TEP150.001 vor einem Personenzug